# Campeonato Italiano de Rugby 1950-51
El Campeonato de Rugby de Italia de 1950-51 fue la vigésimo primera edición de la primera división del rugby de Italia.

## Sistema de disputa
El torneo se disputó en formato liga en donde cada equipo enfrentaba a cada uno de sus rivales en condición de local y de visitante.
El equipo que al finalizar el campeonato se ubique en la primera posición se corona campeón del torneo.

## Desarrollo
- Tabla de posiciones:[1]

| Pos. | Equipo            | Encuentros | Encuentros | Encuentros | Encuentros | Tantos | Tantos | Tantos | Puntos |
| Pos. | Equipo            | PJ         | PG         | PE         | PP         | F      | C      | Dif    | Puntos |
| ---- | ----------------- | ---------- | ---------- | ---------- | ---------- | ------ | ------ | ------ | ------ |
| 1.º  | Rovigo            | 21         | 17         | 1          | 3          | 297    | 50     | +247   | 35     |
| 2.º  | Rugby Roma        | 21         | 15         | 2          | 7          | 187    | 67     | +120   | 32     |
| 3.º  | Amatori Milano    | 22         | 14         | 2          | 6          | 203    | 98     | +105   | 30     |
| 4.º  | A.S. Rugby Milano | 22         | 12         | 5          | 5          | 116    | 88     | +28    | 29     |
| 5.º  | Rugby Parma       | 20         | 12         | 3          | 5          | 196    | 89     | +107   | 27     |
| 6.º  | Rugby Brescia     | 21         | 10         | 3          | 8          | 115    | 108    | +7     | 23     |
| 7.º  | Petrarca Rugby    | 22         | 9          | 5          | 5          | 75     | 91     | -16    | 19     |
| 8.º  | Napoli            | 22         | 10         | 0          | 12         | 102    | 132    | -30    | 20     |
| 9.º  | Rugby Bologna     | 22         | 7          | 3          | 12         | 108    | 167    | -59    | 17     |
| 10.º | CUS Roma          | 21         | 3          | 3          | 15         | 43     | 179    | -136   | 9      |
| 10.º | Giovinezza        | 19         | 2          | 1          | 16         | 27     | 203    | -176   | 3      |
| 12.º | Genova            | 21         | 2          | 0          | 19         | 60     | 257    | -197   | 3      |

|  | Campeón.  |
|  | Descenso. |

### Campeón
| Bandera de Italia |
| Campeón Rovigo    |
| Primer título     |